# Nozno
Nozno este o localitate din comuna Brda, Slovenia, cu o populație de 36 de locuitori.